# Lillbergsselet
Lillbergsselet är en sjö i Luleå kommun i Norrbotten och ingår i Råneälvens huvudavrinningsområde. Sjön har en area på 0,184 kvadratkilometer och ligger 132 meter över havet. Lillbergsselet ligger i Råneälven Natura 2000-område. Sjön avvattnas av vattendraget Bjurån.

## Delavrinningsområde
Lillbergsselet ingår i det delavrinningsområde (735379-178241) som SMHI kallar för Utloppet av Lillbergsselet. Medelhöjden är 149 meter över havet och ytan är 3,45 kvadratkilometer. Räknas de 3 avrinningsområdena uppströms in blir den ackumulerade arean 31,09 kvadratkilometer. Bjurån som avvattnar avrinningsområdet har biflödesordning 2, vilket innebär att vattnet flödar genom totalt 2 vattendrag innan det når havet efter 53 kilometer. Avrinningsområdet består mestadels av skog (70 procent). Avrinningsområdet har 0,19 kvadratkilometer vattenytor vilket ger det en sjöprocent på 5,4 procent.